# Lenguas cushitas meridionales
Las lenguas cushitas meridonales o lenguas del Rift son un grupo de lenguas cushitas habladas en Tanzania. La lengua con más hablantes es el iraqw, con cerca de medio millón de hablantes.

## Clasificación
Los términos "cushítico meridional" y "ríftico" no son completamente sinónimos, ya que este último es un subgrupo del primero. El cushítico meridional incluye además del grupo rift dos lenguas más: el ma'a y el dahalo. Kießling restringe el término cushítico meridional al ríftico occidental como la única rama claramente establecida, afirmando que el dahalo tiene demasiadas características compartidas con el cushítico oriental para ser parte del grupo, mientras que el ma'a contiene demasiados elementos bantúes y cushíticos orientales, y que el kw'adza y el aasáx están muy pobremente descritos para poder ser clasificados adecuadamente. Las lenguas rífticas reciben su nombre del Gran Valle del Rift en Tanzania, donde se localizan.

### Clasificación interna
| Iraqwoide | \| \| Gorowa \| \| \| \| \| \| Iraqw \| \| \| \| |
|           | \| \| Gorowa \| \| \| \| \| \| Iraqw \| \| \| \| |
|           | Alagwa                                           |
|           |                                                  |
|           | Gorowa                                           |
|           |                                                  |
|           | Iraqw                                            |
|           |                                                  |

|  | Gorowa |
|  |        |
|  | Iraqw  |
|  |        |

| Iraqwoide | \| \| Gorowa \| \| \| \| \| \| Iraqw \| \| \| \| |
|           | \| \| Gorowa \| \| \| \| \| \| Iraqw \| \| \| \| |
|           | Alagwa                                           |
|           |                                                  |
|           | Gorowa                                           |
|           |                                                  |
|           | Iraqw                                            |
|           |                                                  |

|  | Gorowa |
|  |        |
|  | Iraqw  |
|  |        |

|  | Aasáx (amenazado) |
|  |                   |
|  | Kw'adza (extinto) |
|  |                   |

| Iraqwoide | \| \| Gorowa \| \| \| \| \| \| Iraqw \| \| \| \| |
|           | \| \| Gorowa \| \| \| \| \| \| Iraqw \| \| \| \| |
|           | Alagwa                                           |
|           |                                                  |
|           | Gorowa                                           |
|           |                                                  |
|           | Iraqw                                            |
|           |                                                  |

|  | Gorowa |
|  |        |
|  | Iraqw  |
|  |        |

| Iraqwoide | \| \| Gorowa \| \| \| \| \| \| Iraqw \| \| \| \| |
|           | \| \| Gorowa \| \| \| \| \| \| Iraqw \| \| \| \| |
|           | Alagwa                                           |
|           |                                                  |
|           | Gorowa                                           |
|           |                                                  |
|           | Iraqw                                            |
|           |                                                  |

|  | Gorowa |
|  |        |
|  | Iraqw  |
|  |        |

|  | Aasáx (amenazado) |
|  |                   |
|  | Kw'adza (extinto) |
|  |                   |

| Iraqwoide | \| \| Gorowa \| \| \| \| \| \| Iraqw \| \| \| \| |
|           | \| \| Gorowa \| \| \| \| \| \| Iraqw \| \| \| \| |
|           | Alagwa                                           |
|           |                                                  |
|           | Gorowa                                           |
|           |                                                  |
|           | Iraqw                                            |
|           |                                                  |

|  | Gorowa |
|  |        |
|  | Iraqw  |
|  |        |

| Iraqwoide | \| \| Gorowa \| \| \| \| \| \| Iraqw \| \| \| \| |
|           | \| \| Gorowa \| \| \| \| \| \| Iraqw \| \| \| \| |
|           | Alagwa                                           |
|           |                                                  |
|           | Gorowa                                           |
|           |                                                  |
|           | Iraqw                                            |
|           |                                                  |

|  | Gorowa |
|  |        |
|  | Iraqw  |
|  |        |

|  | Aasáx (amenazado) |
|  |                   |
|  | Kw'adza (extinto) |
|  |                   |

| Iraqwoide | \| \| Gorowa \| \| \| \| \| \| Iraqw \| \| \| \| |
|           | \| \| Gorowa \| \| \| \| \| \| Iraqw \| \| \| \| |
|           | Alagwa                                           |
|           |                                                  |
|           | Gorowa                                           |
|           |                                                  |
|           | Iraqw                                            |
|           |                                                  |

|  | Gorowa |
|  |        |
|  | Iraqw  |
|  |        |

| Iraqwoide | \| \| Gorowa \| \| \| \| \| \| Iraqw \| \| \| \| |
|           | \| \| Gorowa \| \| \| \| \| \| Iraqw \| \| \| \| |
|           | Alagwa                                           |
|           |                                                  |
|           | Gorowa                                           |
|           |                                                  |
|           | Iraqw                                            |
|           |                                                  |

|  | Gorowa |
|  |        |
|  | Iraqw  |
|  |        |

|  | Aasáx (amenazado) |
|  |                   |
|  | Kw'adza (extinto) |
|  |                   |

El iraqw y el gorowa están estrechamente emparentados al punto de tener bastante inteligibilidad mutua. El alagwa ha convergido hacia el burungue, a través de un estrecho contacto, y previamente había sido clasifiado como una lengua rífitica occidental. El aasáx y el kw'adza están muy mal testimoniados, y como el dahalo, podrían ser los resultados de una sustitución lingüística dentro de una comunidad previamente no cusita. Nótese además que el ma'a es de hecho una lengua mixta, su antecesor no era cusita sino bantú, de hecho una lengua relacionada con el pare.

### Relaciones con otras lenguas
R. Hetzron (1980:70ff) y Ch. Ehret (1995) han sugerido que las lenguas del Rift o cusitas meridinales serían parte del cushítico meridional de las tierras bajas. Por otra parte, Kießling y Mous (2003) han sugerido vínculos especiales con una rama meridional de las tierras bajas, junto con el oromo, el somalí y el yaaku–dullay. Es posible que la gran divergencia léxica con respecto al cushítico oriental se deba en parte a la relexificación con lenguas extintas que usaban clicks (posiblemente distantemente emparentadas con algunas lenguas joisanas) como evidencia la alta frecuencia de aparición de africadas eyectivas como /tsʼ/ o /tɬʼ/, que sobrepasan a las consonantes pulmonares como /p, f, w, ɬ, x/. Kießling y Mous sugieren que estas eyectivas son restos de clicks presenten en el substrato de estas lenguas.

## Comparación léxica
Los numerales para diferentes lenguas cushitas meridionales son:
| GLOSA | Aasáx | Alagwa (Wasi) | Burunge     | Dahalo          | Gorowa   | Iraqw   | Kw'adza | PROTO- CUSHÍTICO CENTRAL |
| ----- | ----- | ------------- | ----------- | --------------- | -------- | ------- | ------- | ------------------------ |
| 1     | kinde | wák           | leyiŋ / leẽ | vattúkʷe        | wak      | wák     | beʔa    | *                        |
| 2     | hlam  | nʤad          | ʧʼada       | líːma           | tsʼar    | tsár    |         | *tsʼar /(líːm)           |
| 3     | samak | tam           | tami        | kʼaba           | tám      | tám     | tami    | *tami                    |
| 4     | hak   | ʦʼigaħ        | ʧʼigaħa     | saʕála          | ʦʼiyáħ   | ʦíyáħ   | haka    | *ʦʼigaħ                  |
| 5     | mut   | koːʔan        | koːʔani     | dáwàtte         | koːʔán   | koːán   | koʔana  | *koːʔan-                 |
| 6     |       | laħoːʔ        | laħaʔu      | (sita)          | laħóːʔ   | laħóːʔ  |         | *laħoːʔ                  |
| 7     |       | faːnqʼw       | faɴqʼu      | saba            | fâːnqʼw  | faːɴw   |         | *faːɴqʼw                 |
| 8     |       | dakat         | dagati      | nane            | dakáːt   | dakáːt  |         | *dakaːt                  |
| 9     |       | gwelen        | gweleli     | kenda / tis(i)a | gwaléːl  | gwaléːl | gweli   | *gwalel-                 |
| 10    |       | mibⁱ          | mili        | kumi            | mibaːngw | mibaːɴw | mibi    | *mib-                    |

### Enlaces exteriores
- Ethnologue entry for South Cushitic languages
- Was there ever a Southern Cushitic Language (Pre-)Ma'a?, https://openaccess.leidenuniv.nl/handle/1887/2734

- Datos: Q56525